# Familia de billetes mexicanos tipo AA (impresos por la ABNC)
La Familia de Billetes mexicanos tipo AA fueron una serie de billetes impresos de 1936 a 1978 y vigentes hasta 1992, fue la última serie de billetes impresos para México por la American Bank Note Company (también abreviada como ABNC. o ABNCo.) y no por el Banco de México (también llamado Banxico). 
La decisión de la impresión de esos billetes por tal compañía se remonta a 1925 donde Plutarco Elías Calles mandó a imprimir los billete del recién creado Banco de México.
El material con los que se produjeron los billetes fue de papel de algodón y sus medidas eran de 157x67 mm. Elementos de diseño como color o diseño del anverso o reverso varían entre cada denominación, aunque los billetes de $1, $5 y $50 tenían el reverso común del Ángel de la Independencia.
La segunda serie transitoria de 5 y 10 pesos fabricada por la (ABNC) fueron de menor tamaño, midiendo éstos (157 x 67 mm.), en esta serie los billetes mexicanos de 50 y 100 pesos cambiaron de diseño mostrando a los próceres de la nación mexicana.
El billete de la derecha, es la última emisión de billetes hechos por la American Bank Note Co., New York para el Banco de México. 
Inicialmente estos billetes eran similares al dólar estadounidense, a excepción del reverso, que era de color diferente en cada denominación. Posteriormente hubo otra emisión, donde el mismo color estaba tanto en el reverso cómo en el anverso. 
El Banco de México emitió por primera vez el billete de un peso, en la tercera serie en los años de 1936 a 1978, la cuarta denominación de billetes, siendo los primeros hechos por el mismo banco, sin la intervención de American Bank Note Co., los cuales fueron diez denominaciones: 5, 10, 20, 50, 100, 200, 500, 1 000, 2 000 y 5 000 pesos.
En 1984 se retiraron de circulación los billetes de la American Bank Note Co., quedando solamente los billetes del Banco de México, posteriormente aparecieron los Billetes mexicanos tipo A, en las denominaciones de 10 000, 20 000, 50 000 y 100 000 pesos.

## Historia
A la caída del Segundo Imperio Mexicano de los Habsburgo en 1867, el general Porfirio Díaz (1877-1911) estableció conforme a la Ley Bancaria de Instituciones de Crédito en 1897, la primera emisión de la República de billetes nacionales, ratificando el contrato que el Banco de Londres, México y Sudamérica tenía con Maximiliano, además nuevos bancos fueron añadidos para la emisión de tales billetes, entre ellos Bradbury, Wilkinson & Company, American Bank Note Company y American Book & Printing Company.
En la Revolución de 1910 el movimiento armado que buscaba terminar con la dictadura de Porfirio Díaz, hizo estragos en la endeble economía mexicana, con la muerte de Madero y el levantamiento del general Victoriano Huerta, quien ordenó a los bancos privados entregar el respaldo metálico de los billetes a su gobierno y emitir cantidades desorbitadas de billetes sin ningún respaldo económico, colapsando aún más la economía y la no aceptación de los billetes por el pueblo mexicano, volviendo al uso de monedas.
Benavides en su intento de solucionar el problema monetario del país, decretó que el único papel moneda válido, sería el emitido por los carrancistas y, para protegerse de las falsificaciones, ordenó la fabricación de billetes más sofisticados a la American Bank Note Company de Nueva York, entrando en circulación en mayo de 1916. A estos billetes se les conoce con el nombre de "infalsificables". Al devaluarse de nuevo el peso carrancista, Benavides ordenó en 1916, que se pagara a los trabajadores exclusivamente con moneda metálica, cuya acuñación fue reiniciada por la Casa de Moneda de México. Así se solucionó el problema monetario de México.
En 1917 por medio del artículo 28 de la Constitución Política de los Estados Unidos Mexicanos, la emisión exclusiva correspondería a un Banco único bajo control gubernamental; para llevar a cabo esto, tardaría siete años para que tal banco existiera.
El 1 de septiembre de 1925 fue la apertura oficial del Banco de México o (Banxico) por auspicio del gobierno de Plutarco Elías Calles; su primer director fue Manuel Gómez Morín, siendo el banco impresor la Compañía Americana de Billetes (ABNC).

## Los billetes
Hacia 1970 los billetes en circulación de la American Bank Note Company eran los siguientes:
| Valor:           | Colores predominantes    | Anverso                   | Reverso                                                |
| ---------------- | ------------------------ | ------------------------- | ------------------------------------------------------ |
| Un peso          | Rojo, negro y gris       | Piedra del Sol            | Ángel de la Independencia y varios 1                   |
| Cinco pesos      | Negro y gris             | La Gitana (Gloria Faure)  | Ángel de la Independencia y varios 5                   |
| Diez pesos       | Verde opaco, gris y rojo | La Tehuana (Estela Ruiz)  | Panorámica de Guanajuato en 1828 y varios 10           |
| Veinte pesos     | Rojo, negro y gris       | Josefa Ortiz de Domínguez | Palacio de Gobierno de Querétaro y varios 20           |
| Cincuenta pesos  | Azul oscuro y rojo       | Ignacio Allende           | Ángel de la Independencia y varios 50                  |
| Cien pesos       | Café, verde y rojo       | Miguel Hidalgo            | Escudo Nacional de México y varios 100                 |
| Quinientos pesos | Verde, gris y rojo       | José María Morelos        | Palacio de Minería de La Ciudad de México y varios 500 |
| Mil pesos        | Negro, gris y rojo       | Cuauhtémoc                | La pirámide de Chichén Itzá y varios 1000              |
| Diez mil pesos   | Gris, rojo y negro       | Matías Romero             | Palacio Nacional y varios 10000                        |

## Personajes de los Billetes

### La Gitana
Según la leyenda, el rostro de la "Gitana" impreso en el billete de cinco pesos, pertenece a una mujer de origen catalán llamada Gloria Faure, esta 'gitana' y su hermana Laura Faure fueron dos bailarinas o actrices de teatro de revista en gira por aquella época en México, provenientes de España. Estas dos mujeres ofrecían sus favores a varios varones influyentes de la República de México, se dice que Gloria fue amante del entonces Secretario de Hacienda del gobierno mexicano, Alberto J. Pani, esta relación y su donjuanismo lo llevarían a Nueva York, a cerrar el trato con la American Bank Note Co.
Fue en Nueva York, donde fue acusado de mantener mujeres contra su voluntad y de trata de blancas contrario al Mann Act o Acta de tráfico de blancas de 1910, al catear el departamento donde se encontraba, entre sus acompañantes estaba Gloria Faure. Por éste escándalo Alberto J. Pani presentó su carta de renuncia ante el gobierno mexicano, el cual Plutarco Elías Calles no aceptó alegando que él "No deseaba eunucos en su gabinete", del mismo Calles también sus cercanos sospechaban que Laura le había brindado sus favores. Al inaugurarse el Banco de México y la postrera circulación del billete de 5 pesos con el rostro de "Gloria la Gitana", causó indignación popular. Así quedaría grabada para siempre el rostro de la Gitana, y el gobierno mexicano nunca revelaría su verdadero origen, siendo la versión oficial de la American Bank Note, que la foto correspondía al retrato de una mujer de Argelia de 1910, sacada de entre sus archivos, mucho más antigua que Gloria.

### La Tehuana
La historia de "La Tehuana" es un poco diferente. Una tehuana corresponde a una mujer proveniente del istmo de Tehuantepec al sur del estado de Oaxaca; en la imagen del billete, corresponde a una mujer vestida con el traje típico de tehuana proveniente de la región antes mencionada. Ésta colorida figura de digna representación del origen étnico del pueblo mexicano, llevaría a la presidencia de la república a un certamen de belleza nacional.
María Estela Ruiz Velázquez fue la ganadora de dicho certamen y su rostro fue grabado en el billete de 10 pesos que estuvo en circulación desde el 22 de septiembre de 1937 al 10 de mayo de 1967, un período de 40 años.
En 1934 el general Lázaro Cárdenas, sucesor de Calles, fue elegido presidente y a su instancia se ordenó la renovación de las imágenes puestas en los billetes mexicanos, con ilustraciones propias del país. Su gabinete organizó un concurso de trajes regionales en 1936, siendo la encargada del concurso la Dirección de Pensiones de México antecesora del ISSSTE siendo su director el Coronel Enrique Liekens Cerqueda. Dicho certamen se llevó a cabo en el histórico Frontón México (sitio histórico deportivo mundial, y cuna del PAN) construido en 1929 y cerrado en 1996. Las reglas requerían de las participantes, que estuvieran vestidas con un traje típico mexicano. La ganadora fue María Estela Ruiz Velázquez de 26 años. Según la historia, Cárdenas al ver la foto de la ganadora, quedó encantado con la belleza de dicha participante, e inmediatamente hizo enviar la foto a la American Bank Note. El billete de 10 pesos con el rostro de la Tehuana entraría en circulación en 1937. 
A pesar de haber ganado dicho concurso nacional, "La Tehuana" nunca se casó, y se desempeñó como maestra de escuela en la Ciudad de México, pasando la mayor parte de su vida con su hermana Delia y su padre. Murió a la edad de 92 años, en abril de 2004. Estela Ruiz nunca recibió un premio o pago por haber ganado ese concurso de belleza, o por la circulación de tales billetes con su rostro, muriendo en la pobreza.
Cuando se le preguntaba por esto, contestaba con una sonrisa irónica Ninguna mujer ha estado nunca en las manos de tantos caballeros como yo.